# Stazione di Napoli Centro Direzionale
La stazione di Napoli Centro Direzionale è una delle stazioni ferroviarie di Napoli, parte della ferrovia Circumvesuviana. Si trova sulla ferrovia Napoli-Nola-Baiano e serve il centro direzionale di Napoli. Attualmente è senza traffico.

## Storia
La fermata venne attivata nel 2002, in contemporanea con l'attivazione del nuovo tracciato sotterraneo fra le stazioni di Napoli Garibaldi e Poggioreale.
Dal giugno 2024 il traffico presso la stazione è interrotto causa lavori di ammodernamento. È stimata la riapertura entro il 2027.

## Movimento
La fermata è servita dai treni per Baiano inclusa la diramazione verso Acerra e per San Giorgio a Cremano.

## Servizi
La stazione dispone di:
- Biglietteria
- Servizi igienici

## Interscambi
- Fermata metropolitana (Centro Direzionale, linea 1)
- Fermata autobus